# Anne Morlot
Pour les articles homonymes, voir Morlot.
Anne Morlot, née le 3 août 1975, est une judokate française.

## Biographie
Elle est médaillée d'or par équipes aux Championnats du monde par équipes de judo en 2006.
Aux Championnats d'Europe par équipes de judo, elle est médaillée d'or en 2000 et médaillée d'argent en 2006.